# Fridolina Rolfö
Fridolina Rolfö (ur. 24 listopada 1993 w Kungsbacka) – szwedzka piłkarka, występująca na pozycji napastnika w hiszpańskim klubie FC Barcelona oraz w reprezentacji Szwecji. Uczestniczka Mistrzostw Świata 2019 i 2023 oraz Mistrzostw Europy 2017 i 2022.

## Statystyki

### Klubowe
Na podstawie:
| Klub             | Sezonów | Liga              | Liga  | Liga   | Puchar krajowy | Puchar krajowy | Kontynentalne | Kontynentalne | Suma  | Suma   |
| Klub             | Sezonów | Liga              | Mecze | Bramki | Mecze          | Bramki         | Mecze         | Bramki        | Mecze | Bramki |
| ---------------- | ------- | ----------------- | ----- | ------ | -------------- | -------------- | ------------- | ------------- | ----- | ------ |
| Jitex BK         | 3       | Damallsvenskan    | 59    | 16     | 4              | 1              | –             | –             | 63    | 17     |
| Linköpings FC    | 3       | Damallsvenskan    | 51    | 16     | 1              | 1              | 5             | 4             | 57    | 21     |
| Bayern Monachium | 3       | Frauen-Bundesliga | 40    | 18     | 8              | 3              | 8             | 3             | 56    | 24     |
| VfL Wolfsburg    | 2       | Frauen-Bundesliga | 25    | 9      | 9              | 0              | 9             | 3             | 43    | 12     |
|                  | Łącznie | Łącznie           | 222   | 76     | 29             | 6              | 44            | 17            | 295   | 99     |

### Reprezentacyjne
Na podstawie:
| Mecze i gole w reprezentacji podczas Mistrzostw Świata 2019 | Mecze i gole w reprezentacji podczas Mistrzostw Świata 2019 | Mecze i gole w reprezentacji podczas Mistrzostw Świata 2019 | Mecze i gole w reprezentacji podczas Mistrzostw Świata 2019 | Mecze i gole w reprezentacji podczas Mistrzostw Świata 2019 | Mecze i gole w reprezentacji podczas Mistrzostw Świata 2019 | Mecze i gole w reprezentacji podczas Mistrzostw Świata 2019 | Mecze i gole w reprezentacji podczas Mistrzostw Świata 2019 |
| Lp.                                                         | Data                                                        | Miasto                                                      | Przeciwnik                                                  | Wynik                                                       | Gole                                                        | Inne                                                        | Faza rozgrywek                                              |
| ----------------------------------------------------------- | ----------------------------------------------------------- | ----------------------------------------------------------- | ----------------------------------------------------------- | ----------------------------------------------------------- | ----------------------------------------------------------- | ----------------------------------------------------------- | ----------------------------------------------------------- |
| 1.                                                          | 11.06.2019                                                  | Rennes                                                      | Chile                                                       | 2:0 (0:0)                                                   |                                                             |                                                             | Faza grupowa                                                |
| 2.                                                          | 16.06.2019                                                  | Nicea                                                       | Tajlandia                                                   | 5:1 (3:0)                                                   | 42'                                                         |                                                             | Faza grupowa                                                |
| 3.                                                          | 20.06.2019                                                  | Hawr                                                        | Stany Zjednoczone                                           | 0:2 (0:1)                                                   |                                                             |                                                             | Faza grupowa                                                |
| 4.                                                          | 24.06.2019                                                  | Paryż                                                       | Kanada                                                      | 1:0 (0:0)                                                   |                                                             | 45'                                                         | 1/8 finału                                                  |
| 5.                                                          | 29.06.2019                                                  | Rennes                                                      | Niemcy                                                      | 2:1 (1:1)                                                   |                                                             | 56'                                                         | Ćwierćfinał                                                 |
| 6.                                                          | 06.07.2019                                                  | Nicea                                                       | Anglia                                                      | 2:1 (2:1)                                                   |                                                             |                                                             | Mecz o 3. miejsce                                           |

| Mecze i gole w reprezentacji podczas Mistrzostw Świata 2023 | Mecze i gole w reprezentacji podczas Mistrzostw Świata 2023 | Mecze i gole w reprezentacji podczas Mistrzostw Świata 2023 | Mecze i gole w reprezentacji podczas Mistrzostw Świata 2023 | Mecze i gole w reprezentacji podczas Mistrzostw Świata 2023 | Mecze i gole w reprezentacji podczas Mistrzostw Świata 2023 | Mecze i gole w reprezentacji podczas Mistrzostw Świata 2023 | Mecze i gole w reprezentacji podczas Mistrzostw Świata 2023 |
| Lp.                                                         | Data                                                        | Miasto                                                      | Przeciwnik                                                  | Wynik                                                       | Gole                                                        | Inne                                                        | Faza rozgrywek                                              |
| ----------------------------------------------------------- | ----------------------------------------------------------- | ----------------------------------------------------------- | ----------------------------------------------------------- | ----------------------------------------------------------- | ----------------------------------------------------------- | ----------------------------------------------------------- | ----------------------------------------------------------- |
| 1.                                                          | 23.07.2023                                                  | Wellington                                                  | Południowa Afryka                                           | 2:1 (0:0)                                                   | 65'                                                         |                                                             | Faza grupowa                                                |
| 2.                                                          | 29.07.2023                                                  | Wellington                                                  | Włochy                                                      | 5:0 (3:0)                                                   | 44'                                                         |                                                             | Faza grupowa                                                |
| 3.                                                          | 02.08.2023                                                  | Hamilton                                                    | Argentyna                                                   | 2:0 (0:0)                                                   |                                                             |                                                             | Faza grupowa                                                |
| 4.                                                          | 06.08.2023                                                  | Melbourne                                                   | Stany Zjednoczone                                           | 0:0 (k.5:4)                                                 |                                                             |                                                             | 1/8 finału                                                  |
| 5.                                                          | 11.08.2023                                                  | Auckland                                                    | Japonia                                                     | 2:1 (1:0)                                                   |                                                             |                                                             | Ćwierćfinał                                                 |
| 6.                                                          | 15.08.2023                                                  | Auckland                                                    | Hiszpania                                                   | 1:2 (0:0)                                                   |                                                             |                                                             | Półfinał                                                    |
| 7.                                                          | 20.08.2023                                                  | Brisbane                                                    | Australia                                                   | 2:0 (1:0)                                                   | 30' (k)                                                     |                                                             | Mecz o 3. miejsce                                           |

## Sukcesy
Na podstawie:

### Klubowe
- Liga Mistrzyń UEFA 2022/23
- Mistrzyni Hiszpanii 2021/22, 2022/23
- Mistrzyni Niemiec 2019/20
- Mistrzyni Szwecji 2016
- Puchar Hiszpanii 2021/22
- Puchar Niemiec 2019/20, 2020/21
- Puchar Szwecji 2018/19
- Superpuchar Hiszpanii 2021/22, 2022/23, 2023/24

### Reprezentacyjne
- III miejsce na Mistrzostwach Świata 2019 i 2023
- III miejsce na Mistrzostwach Europy 2022
- Wicemistrzostwo olimpijskie: 2016, 2020
- Puchar Algarve 2018, 2022
- Mistrzyni Europy U-19 2012